# ダナージー・ジャーダヴ
ダナージー・ジャーダヴ（マラーティー語：धनाजी जाधव, Dhanaji Jadhav, 1650年頃 - 1708年）は、インドのデカン地方、マラーター王国の武将。歴戦の勇将でもあった。

## 歴史
1650年頃、ダナージーはサンタージー・ジャーダヴの息子として生まれた。
ダナージーは若年よりマラーターの指導者シヴァージー配下プラタープ・ラーオ・グージャルの軍に加わっていた。その後、軍功を上げてゆき、シヴァージーから重用された。
1689年のサンバージーの殺害後、新たにマラーター王となったラージャーラームはシェンジ（ジンジー）に逃げ、その地を王都とした。
一方。ダナージーはサンタージー・ゴールパデーとともにマハーラーシュトラからカルナータカにかけてゲリラ戦を行い、ムガル帝国、そして皇帝アウラングゼーブへの抵抗をつづけた。
ダナージーは数多くの戦いに勝利し、1692年12月にはサンタージーとともにシェンジを攻撃したカルナータカ太守ズルフィカール・ハーンを破っているほか、1695年12月には再びヴェールール付近でズルフィカール・ハーンを破っている。
1703年11月、アウラングゼーブの息子カーム・バフシュを通じ、サンバージーの息子シャーフーを引き渡すよう協議を行った。だが、この協議は失敗に終わった。
1705年、ダナージーはマラーター兵40000人を率い、グジャラートに進軍した。その軍勢はスーラトを攻撃し、バルーチまでのグジャラートの領域を略奪した。
1707年、マラーター王子シャーフーがマラーター王シヴァージー2世とその母ターラー・バーイーを打倒しようとしたとき、歴戦の勇将でもあったダナージーはひそかにシャーフーを支持した。
1708年、シャーフーがマラーター王となった。この年、ダナージーは死亡した。